# DETA Air
D.E.T.A. LLP, действующая как DETA Air, — казахстанская авиакомпания со штаб-квартирой в городе Алматы, работавшая в сфере пассажирских и грузовых авиаперевозок из аэропортов Алматы и Шымкента.
В настоящее время полетов не осуществляет.
Основными пунктами назначения перевозчика являлись международный аэропорт Чхеклапкок (Гонконг) и аэропорт Стамбул имени Сабихи Гёкчен.

## История
Авиакомпания DETA Air была основана в 2003 году. В современном периоде в структуру компании входят собственно сам авиаперевозчик, туристическое подразделение, агентство по продаже авиабилетов и грузовое подразделение.

## Маршрутная сеть

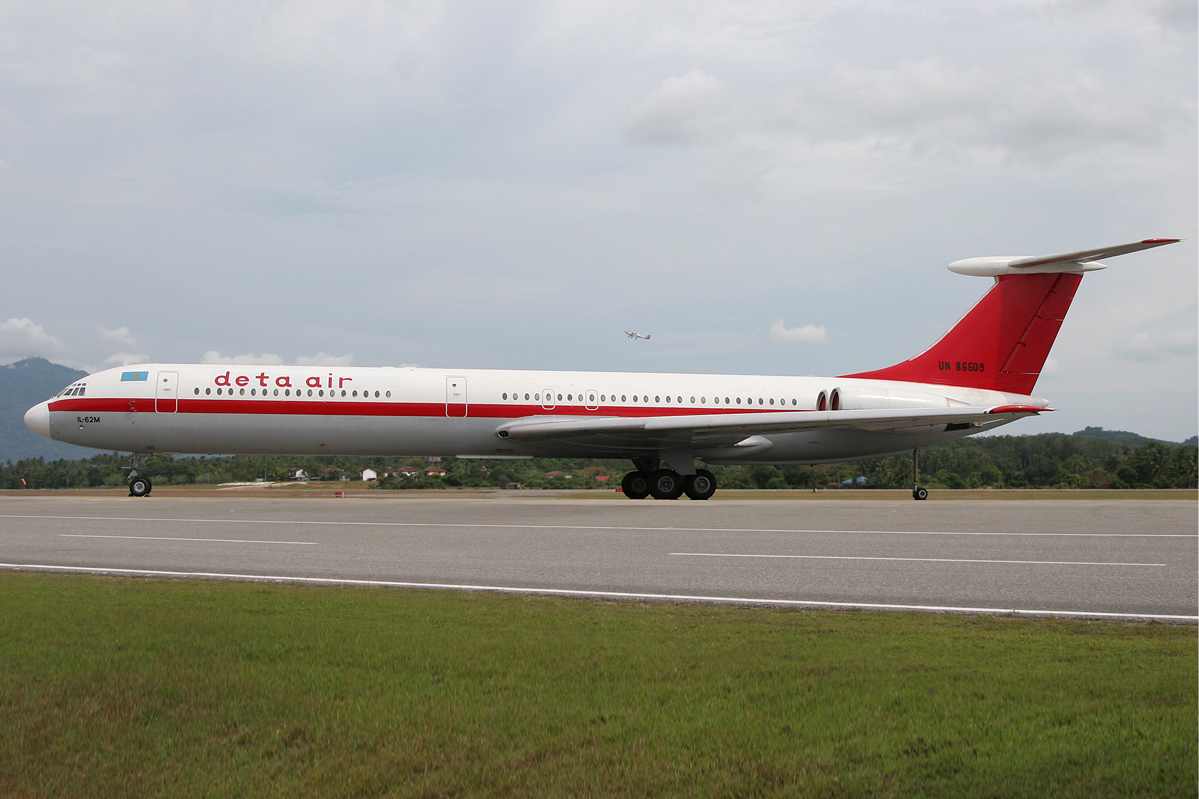
Ил-62М авиакомпании DETA Air в международном аэропорту Лангкави (Малайзия)

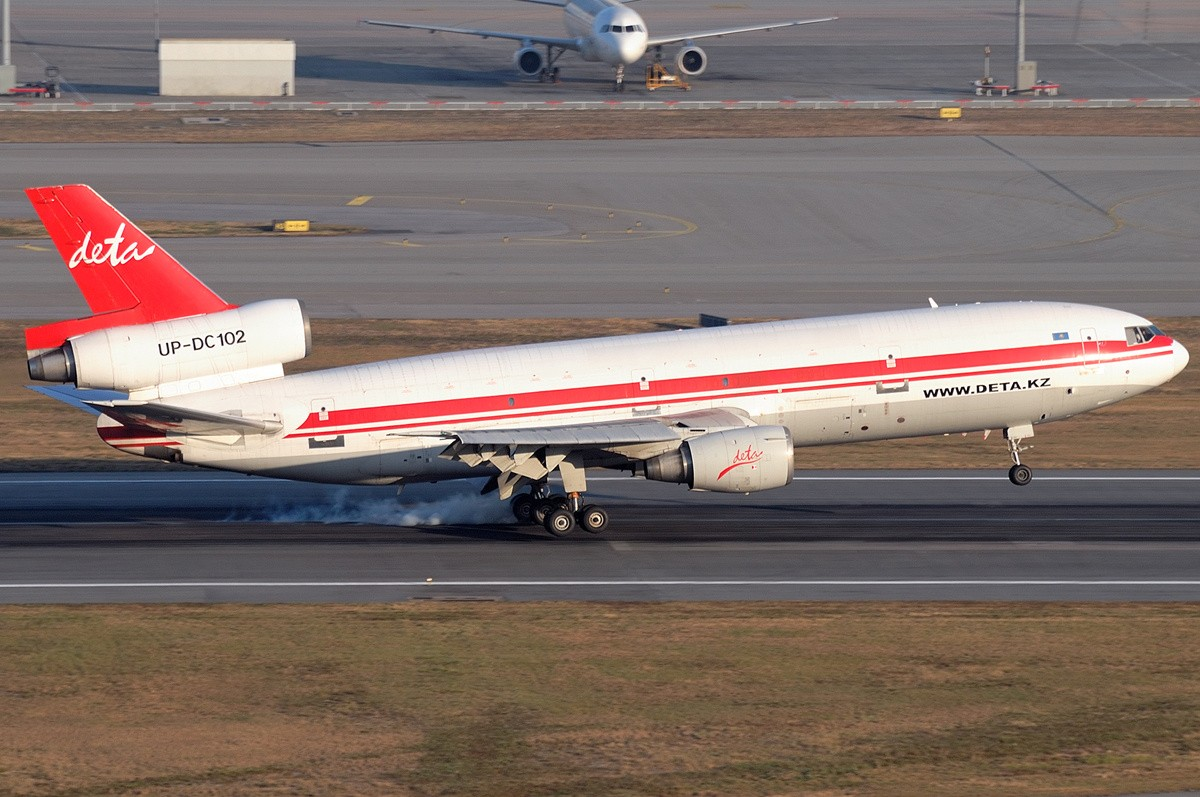
McDonnell Douglas-DC-10-40(F) (регистрационный UP-DC102) авиакомпании DETA Air в гонгконгском аэропорту Чхеклапкок

В конце 2011 года маршрутная сеть авиакомпании DETA Air охватывала следующие пункты назначения:
- Китай
  - Хух-Хото — международный аэропорт Хух-Хото Баита (чартерные)
- Грузия
  - Тбилиси — международный аэропорт Тбилиси (чартерные)
- Казахстан
  - Алматы — международный аэропорт Алматы
  - Шымкент — аэропорт Шымкент
- Гонконг
  - международный аэропорт Чхеклапкок (грузовые)
- Турция
  - Стамбул — Аэропорт Стамбул имени Сабихи Гёкчен (грузовые)

## Флот
По состоянию на 22 декабря 2011 года воздушный флот авиакомпании DETA Air составляли 1 самолёт Ил-62М 11 и 2 самолёта McDonnell Douglas DC-10

## Авиапроисшествия
24 июля 2009 года в аэропорту иранского города Мешхед потерпел крушение самолет Ил-62 иранской авиакомпании Aria Air. Ранее самолёт был передан иранскому перевозчику казахстанской авиакомпанией DETA Air в форме «мокрого» лизинга. В результате катастрофы 16 человек, находившихся в носовой части самолета, погибли, в том числе летчики — граждане Казахстана.